# Lista de prefeitos de Nova Europa
Esta é uma Lista de prefeitos de Nova Europa, ou seja, uma lista contendo os líderes do executivo do município brasileiro de Nova Europa.

## Prefeitos de Nova Europa
| Nº                  | Nome                                   | Partido | Início do mandato     | Fim do mandato         | Observações |
| Período democrático |                                        |         |                       |                        | |
| 1                   | Orlando Valdiviesso                    | Prona   | 1º de janeiro de 1997 | 31 de dezembro de 1999 | Acusado de compras sem licitação e sem controle contábil. |
| 2                   | Sebastião Santos Cacheta               | ?       | 1º de janeiro de 2004 | 31 de dezembro de 2008 | Acusado de distribuir 1,3 mil mochilas escolares em ano eleitoral. Este número representa 14% da população de Nova Europa.                                                                   |
| 3                   | Osvaldo Aparecido Rodrigues (Mosquito) |         | 1º de janeiro de 2014 |                        | Acusado de compras, sem licitação, de materiais de consumo, de cestas básicas, gêneros alimentícios e medicamentos com distribuição em ano eleitoral, sem controle acerca dos beneficiários. |
| 4                   | Luizão                                 | PTB     | 1 de janeiro de 2017  | atual                  | |